# Мигел Примо де Ривера
Мигел Примо де Ривера и Орбанеха, 22. Гроф Собремонте, Витез Калатраве (шп. Miguel Primo de Rivera y Orbaneja; Херез де ла Фронтера, 8. јануар 1870 — Париз, 16. март 1930) био је шпански диктатор, аристократа и војни официр који је био на позицији премијера Шпаније од 1923. до 1930. године током периода обнове Шпаније. Веровао је да су политичари уништили Шпанију и да управљање без њих може обновити државу. Његов слоган је био „држава, религија, монархија". Историчари га приказују као неспособног диктатора које су недостајале јасне идеје и политичка оштроумност и који се удаљио од својих потенцијалних присталица као што је војска. Није створио базу подршке међу гласачима и уместо тога је зависио од шпанске елите. Његова дела су дискредитовале краља и срушиле монархију, док су све веће друштвене напетости 1936. године довеле до Шпанског грађанског рата.
Мигел Примо де Ривера је 1921. постао маркиз од Естеље, истог дана је преминуо његов ујак. С подршком краља Алфонса XIII и војске, Примо де Ривера је водио војну јединицу у септембру 1923. Место премијера Шпаније доделио му је краљ. Обећао је да ће елиминисати корупцију и обновити Шпанску моћ. Да би то урадио суспендовао је устав, успоставио борбени закон, увео строг систем цензуре и укинуо turno систем споредних партија.
Примо де Ривера је првобитно објавио да ће на власти бити 90 дана, али је одлучио остати дуже на власти . Успоставио је реформу где би људи без посла обављали неки социјални рад у који би држава улагала новац. Да плати за то Примо де Ривера је увео већи порез богатима. Када су се они жалили одлучио је да промени своју политику и пробао да скупи новац од јавних кредита. Изазвао је нагли губитак новца и након тога изгубио је подршку војске и био је приморан да остави оставку у јануару 1930. Након његове смрти, велики улогу у развитку фашизма у Шпанији имао је његов син Хосе Антонио Примо де Ривера.

## Младост
Мигел Примо де Ривера је рођен у земљопоседничкој војничкој породици из Хереза де ла Фронтере. Отац му је био пензионисани пуковник. Његов стриц Фернандо Примо де Ривера је био генерал-капетан у Мадриду и будући први маркиз од Естеље. Прадеда Примо де Ривере, Бетранд Примо де Ривера (1741–1813), 21. Гроф Собремонта, је био генерал и јунак шпанског отпора Наполеону Бонапарти.
Млади Мигел је одрастао у „тешкој, расутој , неуредној аристократији” која је владала више над гладним и сиромашним, примљен је био у нову Академију у Toledo, и дипломирао је 1884.

## Војна каријера
Његова војна каријера донела му је позицију јуниор официра у колонијалним ратовима у Мороку, Куби и на Филипинима.
Дана 13. септембра 1923, узнемирена војска, коју је предводио капетан генерал Мигел Примо де Ривера у Барселони, срушила је парламентарну владу на којој се Примо де Ривера успоставио као диктатор. Он је издао оглас који објашњава државни удар. Одузимајући нападе парламентараца на њега, краљ Алфонсо је покушао да Примо де Ривери да легитимитет проглашавањем га за премијера. При оправдању свог државног удара, Примо де Ривера је објавио: "Наш циљ је да отворимо кратку заграду у уставном животу Шпаније и да га поново успоставимо чим нам земља понуди мушкарце без дампинга с пропустима политичке организације. Он је веровао да је стара класа политичара уништила Шпанију, да су гледали само своје интересе, а не патриотизам и национализам.
Иако су се многи левичари супротставили диктатури, неки од грађана су подржали Примо де Ривера. Ти Шпанци су били уморни од превирања и економских проблема и надали се да ће снажан лидер, уз подршку војске, моћи да стави своју земљу на прави пут. Други су били узнемирени што је парламент разбијен. Док је путовао кроз Шпанију, његови емотивни говори нису остављали никакву сумњу да је био шпански патриот. Предложио је да задржи диктатуру довољно дуго како би уклонила неред који су створили политичари. У међувремену, он би користио државу за модернизацију економије и ублажавање проблема радничке класе.

## Нови политички систем
Примо де Ривера је одлучио да направи скроз нови политички систем. Дана 10. октобра 1927. године, са присуством краља отворио је Национални Скуп. Иако су се упознали у већу раније, чланови који су присуствовали том скупу могли су само саветовати Примо де Риверу. Они нису имали никакву законодавну моћ. Године 1929. скупштина је коначно донела нови устав, након упутства диктатора. Од својих одредби, дала је женама право на гласање јер је Примо де Ривера веровао да су њихова политичка гледишта мање подложна политичком радикализму.
Шпанци су били уморни и незадовољни диктатуром. Пезета је пала у односу на друге новчане вредности, док је 1929. године Шпанија била у великом губитку зато што је увоз био далеко скупљи него њихова зарада за извоз. Крајњи месеци године је довело до великог пада економије у Шпанији и до Велике Депресије 1930-их.

## Пад са власти
Када је Примо де Ривера изгубио подршку краља и оружаних снага, његова диктатура је осуђена на пропаст. Шпанска војска никада није једногласно подржала његово одузимање моћи, иако је толерисала његову владавину. Али када је Примо де Ривера почео да убацује политику у промоције артиљеријског корпуса, то је изазвало опозицију. Проблем са режимом и неуспеха да се легитимише ,због тога краљ је такође почео да се извлачи. Алфонсо, који је подржао оснивање универзитетског Мадридског града, посматрао је са ужасом, јер су студенти земље отишли на улице како би протестовали против диктатуре и краљеву подршку. Дана 26. јануара 1930. године, диктатор је питао војне лидере да ли има њихову подршку. Тихи одговори и његово прихватање да га краљ више није подржавао, натерало га је да дâ оставку два дана касније. Примо де Ривера се повукао у Париз, где је 16. марта 1930. преминуо месец и по касније у 60. години од дијабетеса и грознице.